# Un chien dans un jeu de quilles (Jérôme K. Jérôme Bloche)
Pour les articles homonymes, voir Un chien dans un jeu de quilles.
Un chien dans un jeu de quilles est le 19e album de la série de bande dessinée Jérôme K. Jérôme Bloche d’Alain Dodier. L'ouvrage est publié en 2006.